# Колзаки (Смоленская область)
Колзаки́    — деревня  в  Смоленской области России,  в Глинковском районе. По состоянию на2007 год постоянного населения не имеет  .  Расположена в центральной части области  в 6 км к северо-западу от села Глинка,  в 20 км южнее автодороги Р134 «Старая Смоленская дорога» Смоленск — Дорогобуж — Вязьма — Зубцов.  В 6 км юго-западнее деревни железнодорожная станция Клоково на линии Смоленск  - Сухиничи. Входит в состав Доброминского сельского поселения.  

## История
В годы Великой Отечественной войны деревня была оккупирована гитлеровскими войсками в июле 1941 года, освобождена в ходе Ельнинско-Дорогобужской операции в 1943 году. 